# Miroslav Poche
Miroslav Poche (* 3. června 1978 Chlumec nad Cidlinou) je český politik a ekonom, v letech 2014 až 2019 poslanec Evropského parlamentu, v letech 2002 až 2014 zastupitel hlavního města Prahy, v letech 2010 až 2014 zastupitel městské části Praha 3 (od roku 2012 také radní této městské části).

## Studium a profesní kariéra
Vystudoval obor evropská agrární diplomacie na Provozně ekonomické fakultě České zemědělské univerzity v Praze (titul Ing.) a politologii a mezinárodní vztahy na Fakultě sociálních věd Univerzity Karlovy v Praze (titul Mgr.).
Od roku 1997 je společníkem ve firmě Balpo v.o.s. Působil jako zástupce Organizace pro bezpečnost a spolupráci v Evropě na misích v Bosně a Hercegovině a v Kosovu. Jako zaměstnanec Ministerstva zahraničních věcí ČR zajišťoval komunikaci s Komisí OSN pro lidská práva a jako zaměstnanec Ministerstva zemědělství ČR vyjednával o liberalizaci obchodu v rámci EU a CEFTA.
Od roku 2001 soukromě podniká, např. v oblasti cestovního ruchu.
Vzhledem k zisku mandátu zastupitele Hlavního města Prahy a zastupitele a radního Městské části Praha 3 působil či působí ve statutárních orgánech několika společností; např.: předseda představenstva Pražské energetiky Holding a.s. (2003 až 2007), předseda dozorčí rady Pražských služeb, a.s. (2011 až 2012), místopředseda představenstva Správy zbytkového majetku MČ Praha 3 a.s. (od 2012) či člen představenstva Investiční a rozvojové Praha 3 a.s. (od 2012).
Od roku 2021 přednáší na FSV UK předmět Demokracie a volby – praktické aspekty voleb.

## Politická kariéra
V roce 1997 vstoupil do České strany sociálně demokratické (od roku 2023 Sociální demokracie), v níž působí i jako člen Krajského výkonného výboru ČSSD v Hlavním městě Praze (do roku 2010 také místopředseda KVV).
Do politiky vstoupil, když byl v komunálních volbách v roce 2002 zvolen za ČSSD do Zastupitelstva Hlavního města Prahy. Mandát zastupitele obhájil v komunálních volbách v roce 2006.

### Netransparentní sponzorování ČSSD (2010)
Před komunálními volbami v roce 2010 vyšlo najevo jeho nelegální financování ČSSD. V rozhovoru pro Hospodářské noviny se přiznal, že svůj několikasettisícový dar straně rozdělil a napsal na jiné členy strany. Dle jeho slov z důvodu vyhnutí se nutnosti platit daň. Tato povinnost však u darů politickým stranám neexistuje. Vzdal se tedy stranických funkcí a kandidatury do Rady Hlavního města Prahy. Odmítl se však vzdát samotné kandidatury do zastupitelstva a nakonec mandát opět obhájil. Navíc se stal předsedou Klubu zastupitelů ČSSD (v minulosti už působil jako místopředseda klubu).
Dále také působil jako předseda Výboru pro hospodářskou politiku a majetek, člen Výboru pro územní rozvoj, člen Komise Rady hl. m. Prahy pro projekt ÚČOV Praha na Císařském ostrově, člen Komise Rady HMP pro oblast regulace loterií a jiných podobných her na území hlavního města Prahy a člen Majetkové komise Rady hl. m. Prahy.

### Zastupitelstvo MČ Praha 3
Pokoušel se také dostat za ČSSD do Zastupitelstva Městské části Praha 3, ale v komunálních volbách v roce 2002 i v roce 2006 mu to nevyšlo. Uspěl až v komunálních volbách v roce 2010. Nejprve působil jako předseda Výboru pro územní rozvoj Městské části Praha 3, v červnu 2012 byl zvolen radním městské části pro sportovní činnost a později i členem Komise finanční, investiční a dopravní. V komunálních volbách v roce 2014 obhajoval za ČSSD mandát zastupitele Městské části Praha 3, ale neuspěl.
Zastupitelem městské části Praha 3 se pokusil znovu stát ve volbách v roce 2018, avšak opět neúspěšně.

### Kandidatura do Evropského parlamentu (2014)
V květnu 2014 kandidoval za ČSSD na čtvrtém místě její kandidátky ve volbách do Evropského parlamentu 2014. Proti tomu se ostře vyslovil Jiří Dienstbier ml., který poukazoval na Pocheho kauzy. I přesto byl s počtem 3 692 preferenčních hlasů zvolen poslancem Evropského parlamentu. Působí ve Výboru pro průmysl, výzkum a energetiku (ITRE).
Ve volbách do Evropského parlamentu v květnu 2019 se rozhodl již nekandidovat.

### Kandidát na ministra zahraničí (2018)
Dne 18. května 2018 jej schválilo předsednictvo ČSSD jako kandidáta na post ministra zahraničních věcí ČR v menšinové vládě s hnutím ANO. Proti jeho kandidatuře se však postavil prezident ČR Miloš Zeman. Jako důvod označil jeho názory na migraci či jeho minulé napojení na korupční prostředí pražské komunální politiky. Každopádně dne 27. června 2018 byla jmenována do funkce druhá vláda Andreje Babiše a řízením Ministerstva zahraničních věcí ČR byl pověřen předseda ČSSD Jan Hamáček. Právě Hamáček jej pak na MZV ČR zaměstnal jako politického tajemníka. Poche pozici zastává jen za symbolickou odměnu a zároveň zůstává i poslancem Evropského parlamentu, kde je členem Skupiny přátelství mezi EU a Čínou. Skupina přátelství na svém webu uvádí partnerství s několika vrcholnými orgány KS Číny, včetně Mezinárodního oddělení ÚV KS Číny a Organizačního oddělení ÚV KS Číny.
V říjnu 2018 byl nakonec novým ministrem zahraničních věcí ČR jmenován Tomáš Petříček. Ten následně oznámil, že Poche skončí jako politický tajemník na MZV ČR ke dni 1. listopadu 2018. Na ministerstvu pak dále působil jako poradce ministra. Po odvolání Petříčka z funkce ministra mu však dne 19. dubna 2021 byla pracovní smlouva ze strany ministerstva ukončena.
V červnu 2025 SOCDEM opustil kvůli jejímu vyjednávání o společné kandidatuře s hnutím Stačilo!.